# Tomasz Kaczor
Tomasz Kaczor (ur. 4 sierpnia 1989 r. w Poznaniu) – polski kajakarz (kanadyjkarz), dwukrotny olimpijczyk, wicemistrz świata, złoty medalista igrzysk europejskich, srebrny medalista mistrzostw Europy. Reprezentuje klub KS Warta Poznań.
Na igrzyskach olimpijskich w Londynie razem z Marcinem Grzybowskim zajął dziewiąte miejsce w dwójkach kanadyjek na 1000 m, natomiast na igrzyskach olimpijskich w Rio de Janeiro zajął ósme miejsce w konkurencji jedynek kanadyjek na 1000 m.
Na rozgrywanych w 2013 roku mistrzostwach Europy w Montemor-o-Velho wspólnie z Vincentem Słomińskim zdobył brązowy medal w dwójkach na 500 m. W 2014 roku na mistrzostwach Europy w Brandenburgu powtórzył wspólnie z Vincentem Słomińskim sukces sprzed roku. Dwa lata później w Račicach na mistrzostwach kontynentu zdobył srebro w jedynce, przegrywając jedynie z Sebastianem Brendelem. W 2017 roku w Płowdiwie ponownie zdobył brązowy medal, tym razem w jedynce na 500 metrów.
Ponadto zdobył dwa złote medale (C-1 1000 m i C-1 500 m) na Mistrzostwach Świata Juniorów 2007, a w 2005 roku na Mistrzostwach Świata Juniorów w węgierskim Segedynie zdobył dwa srebrne medale: w C-4 1000 m i C-4 500 m (wspólnie z Przemysławem Kaczmarkiem, Pawłem Dochniakiem i Michałem Mrozem). W 2010 roku na Akademickich Mistrzostwach Świata, które odbywały się w Poznaniu zdobył dwa medale: złoty w C-1 1000 m i srebrny w C-1 500 m.
Na uniwersjadzie w Kazaniu zdobył dwa brązowe medale w dwójkach kanadyjek (z Vincentem Słomińskim) na dystansach 500 i 1000 m.

## Wyniki
Wyniki finałów igrzysk olimpijskich i europejskich oraz mistrzostw świata i Europy.
| Rok  | Zawody               | Miejscowość      | Konkurencja | Czas        | Pozycja |
| ---- | -------------------- | ---------------- | ----------- | ----------- | ------- |
| 2009 | Mistrzostwa Europy   | Brandenburg      | C-2 1000 m  | 3:39,249    | 6.      |
| 2009 | Mistrzostwa świata   | Dartmouth        | C-4 1000 m  | 3:28,359    | 8.      |
| 2010 | Mistrzostwa Europy   | Trasona          | C-1 1000 m  | 4:00,886    | 5.      |
| 2010 | Mistrzostwa świata   | Poznań           | C-1 1000 m  | 4:00,301    | 7.      |
| 2011 | Mistrzostwa Europy   | Belgrad          | C-1 1000 m  | 3:50,401    | 4.      |
| 2012 | Igrzyska olimpijskie | Londyn           | C-2 1000 m  | FB 3:37,692 | 9.      |
| 2013 | Mistrzostwa Europy   | Montemor-o-Velho | C-2 500 m   | 1:45,426    | brąz    |
| 2013 | Mistrzostwa Europy   | Montemor-o-Velho | C-2 1000 m  | 3:48,078    | 9.      |
| 2014 | Mistrzostwa Europy   | Brandenburg      | C-2 500 m   | 1:43,97     | brąz    |
| 2014 | Mistrzostwa Europy   | Brandenburg      | C-2 1000 m  | 3:41,14     | 8.      |
| 2014 | Mistrzostwa świata   | Moskwa           | C-1 1000 m  | 3:49,80     | 5.      |
| 2015 | Mistrzostwa Europy   | Račice           | C-1 500 m   | 1:53,948    | 5.      |
| 2015 | Mistrzostwa Europy   | Račice           | C-1 1000 m  | 3:56,376    | srebro  |
| 2015 | Igrzyska europejskie | Baku             | C-1 1000 m  | 3:54,91     | 4.      |
| 2015 | Mistrzostwa świata   | Mediolan         | C-1 1000 m  | 3:55,60     | 6.      |
| 2016 | Mistrzostwa Europy   | Moskwa           | C-1 1000 m  | 4:01,268    | 6.      |
| 2017 | Mistrzostwa Europy   | Płowdiw          | C-1 500 m   | 1:47,15     | brąz    |
| 2017 | Mistrzostwa Europy   | Płowdiw          | C-1 1000 m  | 3:56,72     | 6.      |
| 2017 | Mistrzostwa świata   | Račice           | C-1 500 m   | 1:50,90     | 4.      |
| 2017 | Mistrzostwa świata   | Račice           | C-1 1000 m  | 3:55,20     | 5.      |
| 2018 | Mistrzostwa świata   | Montemor-o-Velho | C-1 500 m   | 1:52,643    | 6.      |
| 2018 | Mistrzostwa świata   | Montemor-o-Velho | C-4 500 m   | 1:39,276    | 7.      |
| 2019 | Igrzyska europejskie | Mińsk            | C-1 1000 m  | 3:57,953    | złoto   |
| 2019 | Mistrzostwa świata   | Segedyn          | C-1 1000 m  | 4:00,927    | srebro  |